# 代田智明
代田 智明（しろた ともはる、1951年10月29日 - 2017年10月28日）は、日本の中国文学者、元東京大学教授。地域文化（中国現代文学）専攻。
東京都に生まれる。東京都立西高等学校を経て、1976年東京大学文学部中国文学専修を卒業した。引き続き同大学大学院に進み、1978年に修士課程を修了した。
茨城大学､東京女子大学を経て、1993年に東京大学教養学部助教授となり、1998年に総合文化研究科教授に就任した。
学外では日本現代中国学会事務局長などを担当した。
2017年3月、定年で東京大学を退職し、同年10月28日に死去。

## 著書
- 『中国語 3 2000』放送大学、2000年3月
- 『魯迅を読み解く 謎と不思議の小説10篇』東京大学出版会、2006年10月
- 『中国語基礎 2008』放送大学、2008年3月
- 『現代中国とモダニティ～蝙蝠のポレーミク』三重大学出版会、2011年3月

## 共編
- 『立ちあがる中国知識人 方励之と民主化の声』（刈間文俊と共編）凱風社、1989年6月
- 『血の日曜日 衝撃の中国 燃え上がった民主化闘争』（刈間文俊と共編）凱風社、1989年8月

## 翻訳
- 張天翼『まぼろしの金持ち島』（伊藤敬一との共訳）太平出版社、1977年7月